# Castelo de St. Andrews

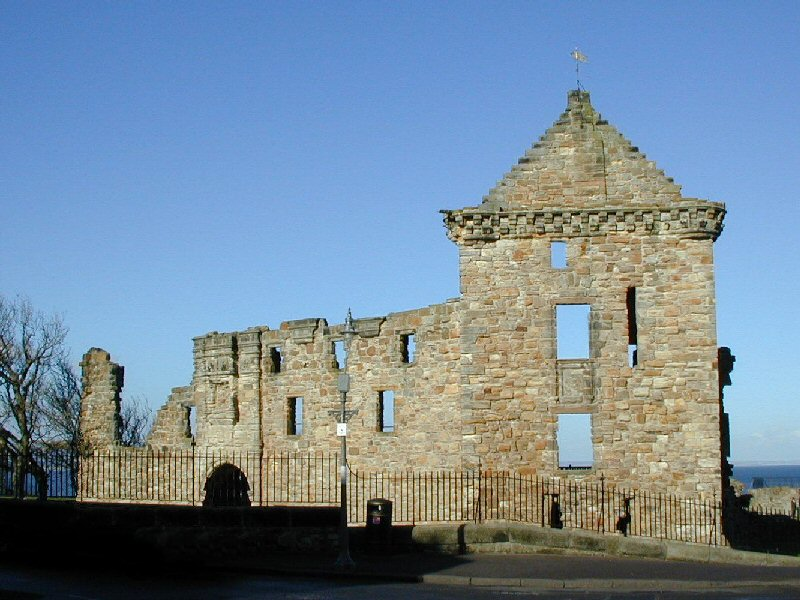
Castelo de St. Andrews, Escócia.

O Castelo de St. Andrews localiza-se na cidade de St. Andrews, em Fife, na Escócia.
Erguido numa ponta de terra à beira-mar, ao Norte da povoação, foi a residência dos bispos e arcebispos de St. Andrews, o foco do poder eclesiástico na Escócia medieval.
O castelo foi devastado durante as Guerras de Independência, levando a que fosse inteiramente reconstruído sob as ordens do Bispo Walter Trail.
Atualmente em ruínas, os visitantes podem, entretanto, explorar as minas e contra-minas subterrâneas, escavadas pelos cercos do século XVI. No centro de visitantes são apresentadas exibições e a loja do castelo comercializa itens da região de Fife.